# Włocławek
Włocławek ([vwɔˈʦwavɛk]; Duits 1939-1945: Leslau) is een stad in het Poolse woiwodschap Koejavië-Pommeren. Het is een stadsdistrict. De oppervlakte bedraagt 84,78 km², het inwonertal 120.369 (2005).

## Geschiedenis
Włocławek ontstond in de elfde eeuw als kleine nederzetting aan de rivier de Weichsel. In 1123 werd het stadje de hoofdplaats van een eigen bisdom, behorend tot het aartsbisdom Gniezno. Stadsrechten kreeg het pas in 1261. Włocławek kreeg in de volgende twee eeuwen te maken met aanvallen door troepen van de Duitse Orde. Pas na de Vrede van Thorn/Toruń (1466) kreeg Włocławek de gelegenheid op te bloeien. Er werd vooral handel gedreven in graan.
Na de invasie van Zweedse troepen,1657, was het gedaan met de welvaart van Włocławek. De Zweden richtten grote verwoestingen aan.
Bij de Tweede Poolse Deling van 1793 kwam Włocławek tijdelijk onder Pruisisch gezag, maar als gevolg van het Wener Congres van 1815 werd de stad deel van het onder Russische heerschappij staande Congres-Polen.
Włocławek had zwaar te lijden van de Eerste Wereldoorlog: de economie lag grotendeels stil, met armoede tot gevolg. Tijdens de nieuwe Poolse republiek kon Włocławek weer enigszins opleven, maar gedurende de Tweede Wereldoorlog werd een deel van de bevolking, vooral de Joden weggevoerd en omgebracht, terwijl als gevolg van de gevechten zo'n dertig procent van de bebouwing verloren ging.
Tijdens de Duitse bezetting viel de stad onder de nieuwe Reichsgau Wartheland, als onderdeel van de Landkreis Leslau. Wartheland moest, onder leiding van Gauleiter Arthur Greiser een Duitse modelprovincie worden, waarin voor de oorspronkelijke Poolse inwoners alleen nog een ondergeschikte plaats bleef. Veel Duitstaligen uit andere delen van (Oost-)Europa werden naar dit nieuwe Wartheland gelokt en kregen huizen van verjaagde Polen.
Vanaf 1945 besteedde de nieuwe Poolse regering veel aandacht aan de wederopbouw van de industrie en werden in Włocławek chemische fabrieken gebouwd, terwijl ook de meubel- en de voedingsmiddelenindustrie opkwamen. Die laatste twee zijn ook nu nog de grootste werkgevers van de stad.

## Verkeer en vervoer
- Station Włocławek
- Station Włocławek Brzezie

## Sport
- Anwil Włocławek is een professionele basketbalvereniging uit Włocławek en een van de meest prominente verenigingen uit de geschiedenis van het Poolse basketbal.
- Kujawiak Hydrobudowa Włocławek is een voetbalclub in de vierde liga.

## Geboren in Włocławek
- Tadeus Reichstein (1897-1996), Pools-Zwitsers scheikundige en Nobelprijswinnaar (1950)
- Marcel Reich-Ranicki (1920 -2013), Duits publicist en literatuurcriticus
- Anton Denikin (1872-1947), Russisch generaal
- Szymon Goldberg (1909–1993), Pools-Amerikaanse violist en dirigent
- Aharon Megged (* 1920), Israëlische schrijver
- Bogdan Ostromęcki (1911-1979), Poolse schrijver
- Stefan Bolesław Poradowski (1902–1967), Poolse componist
- Feliks Wróbel (1894–1954), Poolse componist

## Weblinks
- Website over Włocławek

Stadsdistricten:
Bydgoszcz · Grudziądz · Toruń · Włocławek

Districten:
Aleksandrów · Brodnica · Bydgoszcz · Chełmno · Golub-Dobrzyń · Grudziądz · Inowrocław · Lipno · Mogilno · Nakło · Radziejów · Rypin · Sępólno · Świecie · Toruń · Tuchola · Wąbrzeźno · Włocławek · Żnin

Grootste steden:
Brodnica · Bydgoszcz · Chełmno · Chełmża · Grudziądz · Inowrocław · Nakło nad Notecią · Rypin · Solec Kujawski · Świecie · Toruń · Włocławek